# タチアナ・ゴリコワ
タチアナ・アレクセーエヴナ・ゴリコワ（ロシア語: Татья́на Алексе́евна Го́ликова、ラテン文字転写の例：Tatiana Alekseevna Golikova、1966年2月9日 - ）は、ロシアの経済学者、政治家。会計検査院議長。2007年から2012年まで、ロシア連邦保健・社会開発相を務めた。同じく第2次ウラジーミル・プーチン内閣で産業貿易相を務めたヴィクトル・フリステンコ元首相代行は夫である。モスクワ州ムィチシ出身。

## 経歴・概要
1987年プレハーノフ記念モスクワ国民経済大学を卒業する。専門は労働経済学。1987年ソ連労働・社会問題国家委労働研究所に入り、研究員となる。1990年ロシア共和国国家予算・財政部指導エコノミスト。1992年ロシア財務省上級エコノミスト、主任エコノミスト、予算局財政政策・分析部長。1995年予算局次長。1998年4月から8月まで、予算局長。1998年8月財政政策金融局長。1999年7月から2002年7月まで財務次官。2002年8月第一財務次官。2004年4月、財務次官。2007年ロシア連邦保健・社会開発大臣に任命される。2007年10月20日からは、国家反麻薬委員会副議長も兼務。フリステンコとは、2003年に結婚した。2012年5月21日、ドミートリー・メドヴェージェフ内閣の成立に伴う人事異動で大臣を辞した。翌5月22日付け大統領令により、大統領補佐官に任命された。2013年9月20日より会計検査院議長に就任。

## 不祥事
ゴリコワは、中露両国によって開発された抗インフルエンザ薬、アルビドールをめぐり、アルビドールの製造元で、ロシアの製薬大手ファームスタンダード社との癒着について、メディアから告発された。この不祥事により「アルビドール夫人」（マダム・アルビドール）の仇名で揶揄された  。